# На ръба: Във вашия дом
На ръба: Във вашия дом (на английски: Over the Edge: In Your House) е двадесет и второто pay-per-view събитие от поредицата Във вашия дом, продуцирано от Световната федерация по кеч (WWF). Събитието се провежда на 31 май 1998 г. в Милуоки, Уисконсин.

## Обща информация
В главното събитие шампионът на WWF Ледения Стив Остин побеждава Дюд Лав, след като преодолява предубедените служители на Винс Макмеън. На ъндъркарда членовете на Нацията на доминация Оуен Харт, Кама Мустафа и Д'Ло Браун побеждават членовете на D-Generation X Трите Хикса, Били Гън и Роуд Дог в отборен мач от шест души.
На ръба: Във вашия дом е първото PPV събитие на WWF, което има рейтинг на TV-14 за родителските насоки. Компанията дава всички свои рейтинги на TV-14 от този момент до Лятно тръшване (2008), което е първото PPV, оценено на TV-PG за повече от десетилетие.

## Резултати
| №                                         | Резултати | Правила                                                                                | Време |
| ----------------------------------------- | --- | -------------------------------------------------------------------------------------- | ----- |
| 1                                         | Легионът на смъртта 2000 (Животното и Ястреба) (със Съни и Дроз) побеждават Последователите на Апокалипсиса (8-Бол и Скъл) (с Чейнз)     | Отборен мач                                                                            | 09:57 |
| 2                                         | Джеф Джарет (с Тенеси Лий) поб. Стив Блекман                                                                                             | Индивидуален мач                                                                       | 10:15 |
| 3                                         | Марк Меро поб. Сейбъл | Индивидуален мач                                                                       | 00:20 |
| 4                                         | Кайентай (Дик Того, Менс Тейо и Шо Фунаки) (с Ямагучи-сан) поб. Джъстин Брадшоу и Така Мичиноку                                          | Хандикап мач                                                                           | 09:52 |
| 5                                         | Скалата (ш) поб. Фарук | Индивидуален мач за Интерконтиненталната титла на WWF                                  | 05:07 |
| 6                                         | Кейн (с Пол Беърър) поб. Вейдър | Мач Маска срещу маска                                                                  | 07:20 |
| 7                                         | Нацията (Оуен Харт, Кама Мустафа и Д'Ло Браун) (с Марк Хенри) поб. D-Generation X (Трите Хикса, Били Гън и Роуд Дог) (с Чайна и Екс Пак) | Шесторен отборен мач                                                                   | 18:33 |
| 8                                         | Ледения Стив Остин (ш) поб. Дюд Лав | Мач Тушовете важат навсякъде за Титлата на WWF с Г-н Макмеън като специален гост съдия | 22:27 |
| - (ш) – указва шампиона/шампионите в мача | |                                                                                        |       |